# Charaxes ragazzii
Charaxes ragazzii är en fjärilsart som beskrevs av Storace 1948. Charaxes ragazzii ingår i släktet Charaxes och familjen praktfjärilar. Inga underarter finns listade i Catalogue of Life.